# スナップドラゴン (ゲーム)

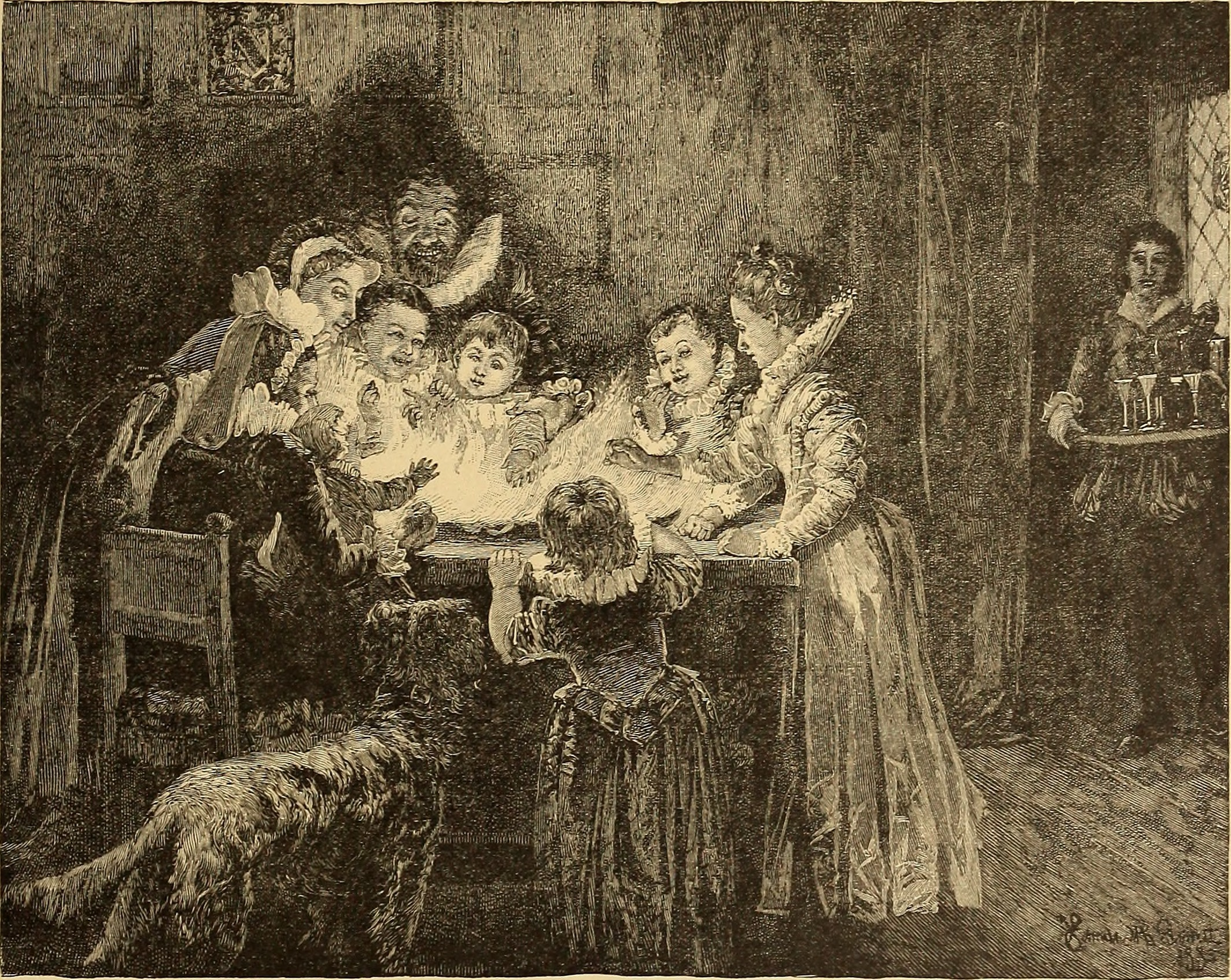
スナップドラゴンを遊ぶ子供たち

スナップドラゴン（英語: Snap-dragon、英語: Snapdragon）、フラップドラゴン（英語: Flap-dragon、英語: Flapdragon）は、16世紀から19世紀初頭のヨーロッパで盛んに行われていたゲームの1種。冬、とくにクリスマスの期間に行われていた。
レーズンなどに、ウイスキーやブランデーを注いて着火し、そうやって燃えているレーズンを素早くつまんで食べるゲームである。
ルイス・キャロルの児童小説『鏡の国のアリス』には、このゲームとトンボ（英語: dragonfly）とをdragonの語でつなぎ合わせたスナップドラゴンフライ（Snap-dragon-fly、モエトンボ）という架空の昆虫が登場する。
また、煉獄から魂を救い出すというモチーフを有していたことからハロウィンでも盛んに行われており、アガサ・クリスティーの小説『ハロウィーン・パーティー』でもその様子が描かれている。